# Ulica Nowy Świat w Warszawie

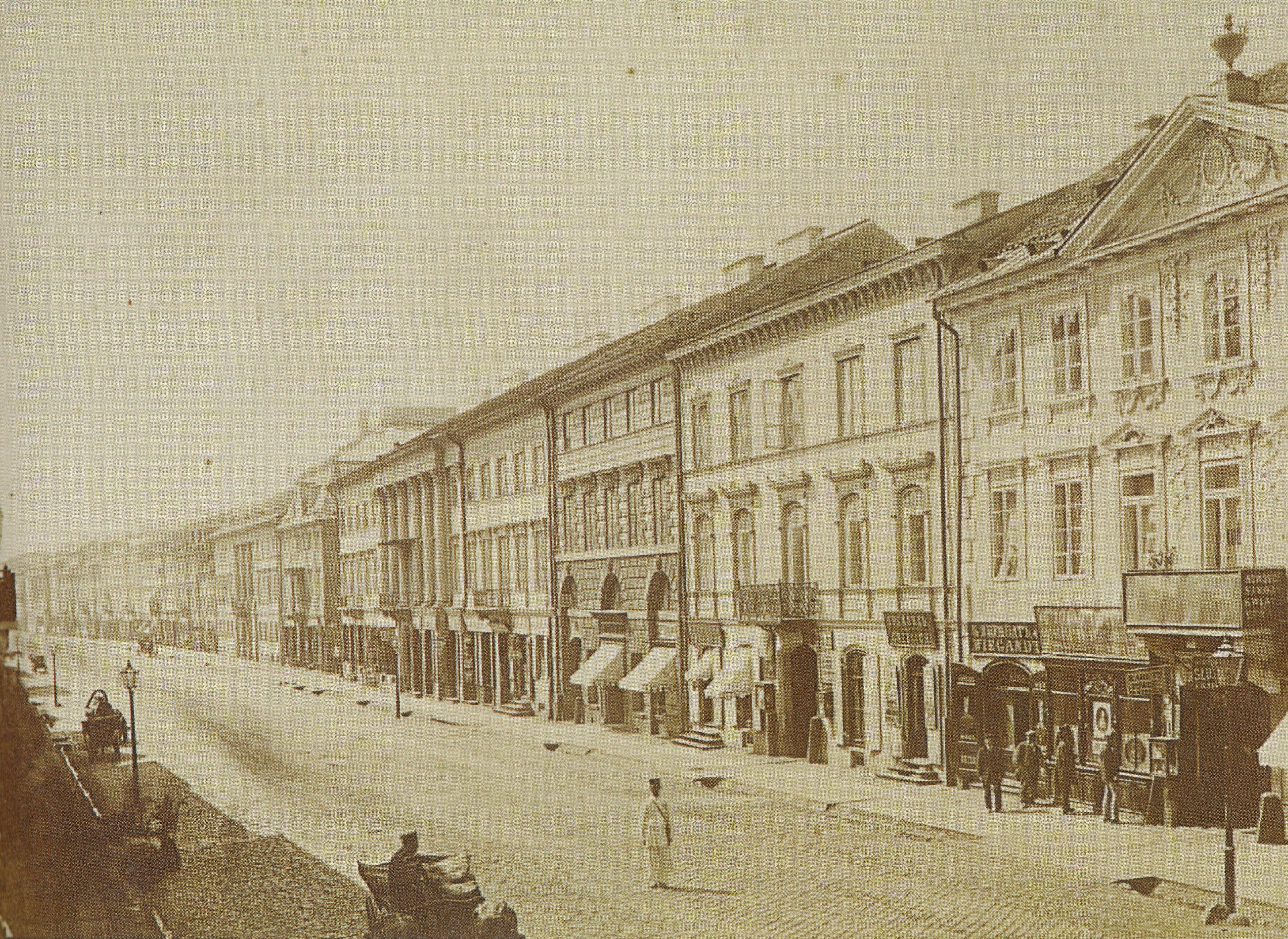
Ulica na fotografii Konrada Brandla (ok. 1870)

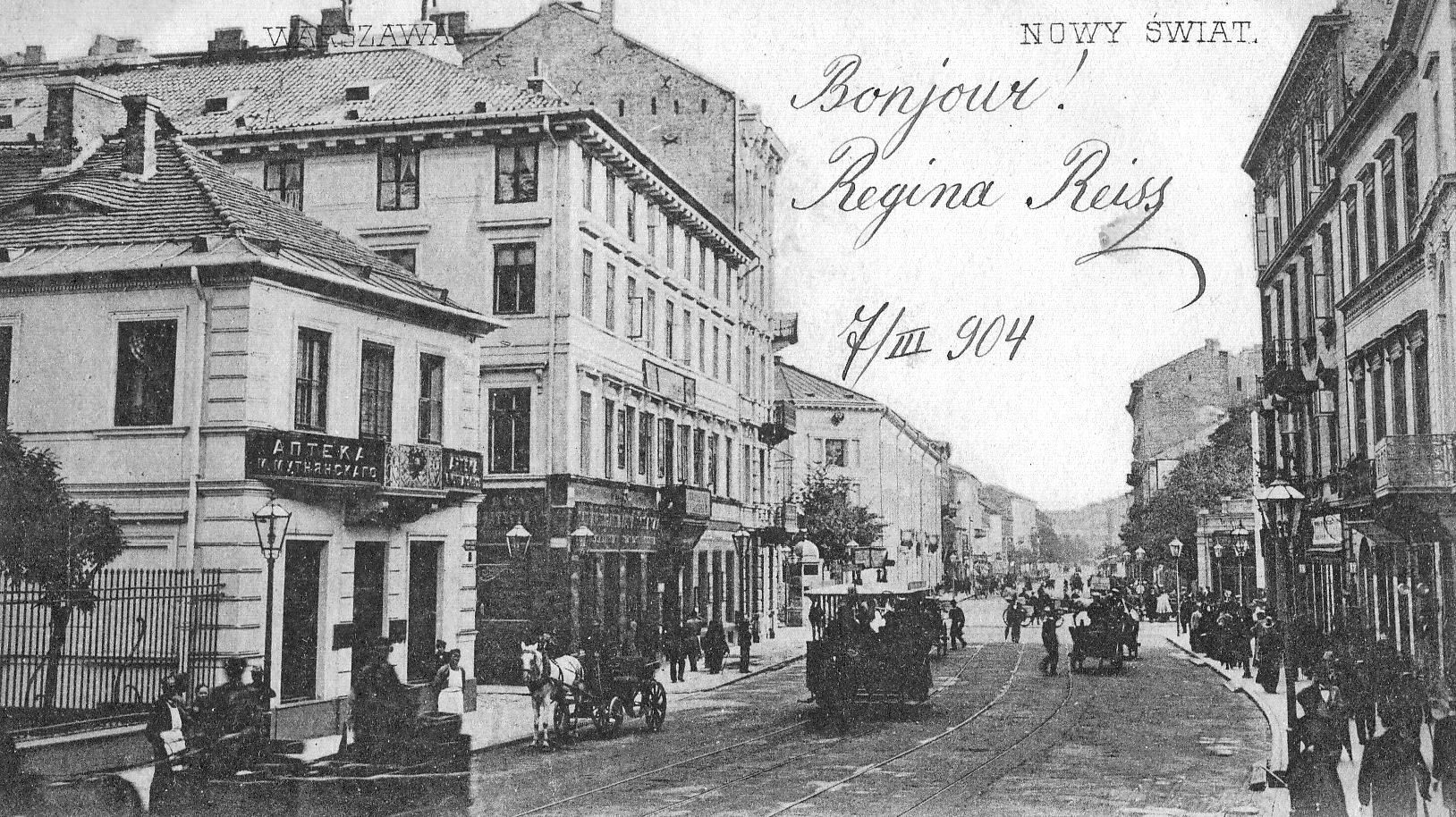
Ulica przed skrzyżowaniem z Alejami Jerozolimskimi przed 1916, po lewej widoczna oficyna pałacu Branickich z apteką

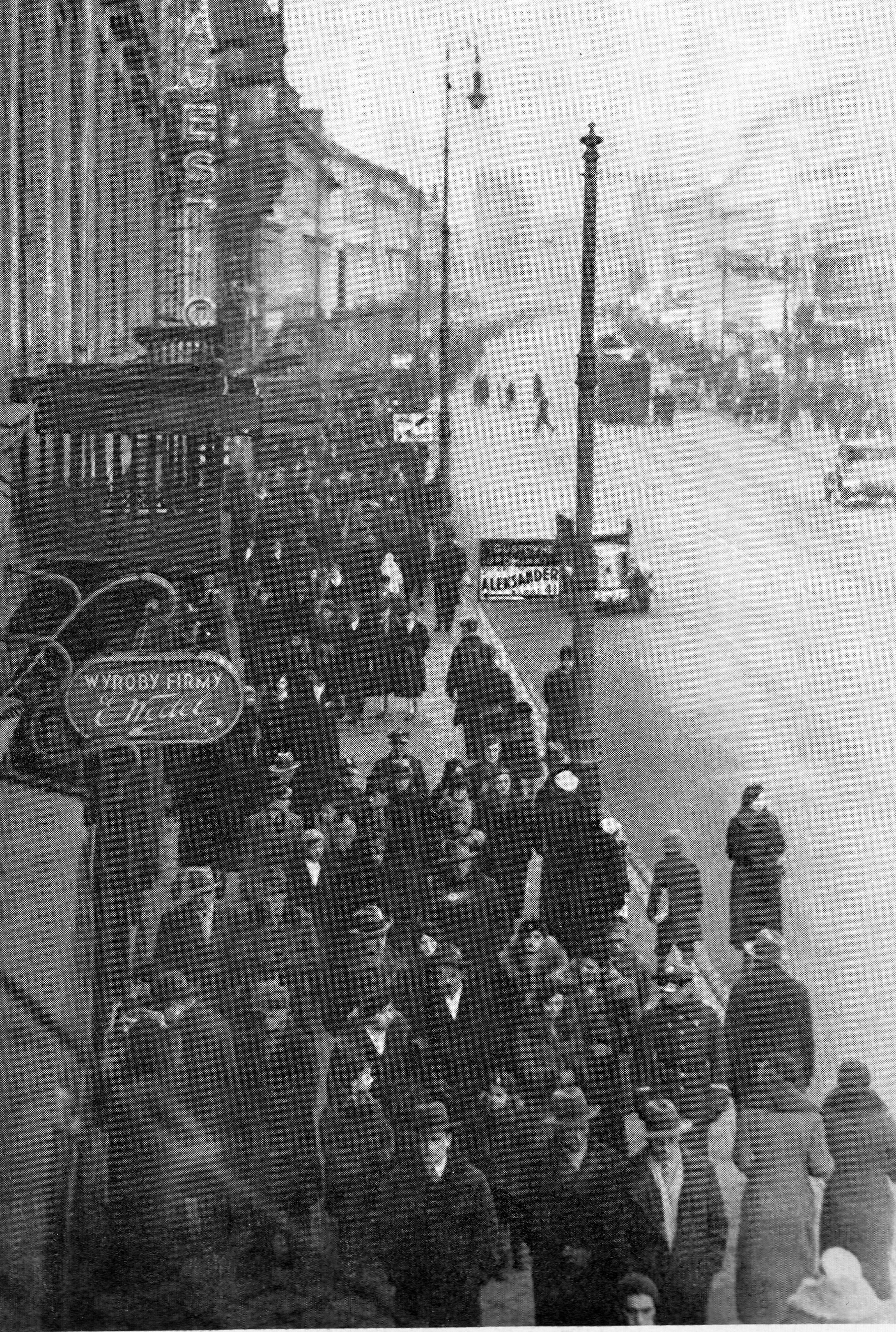
Ulica w latach 30. XX wieku

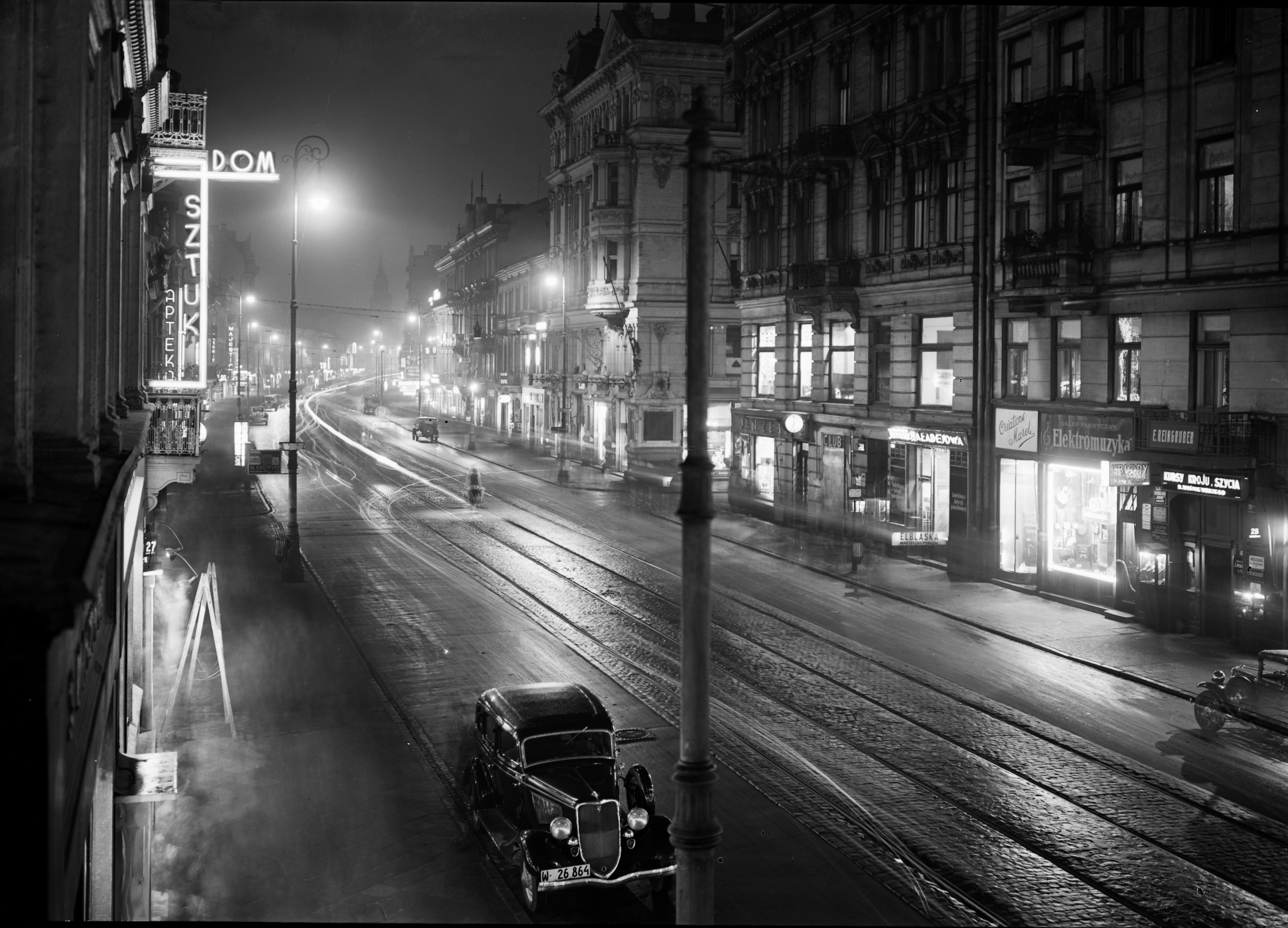
Ulica w 1935

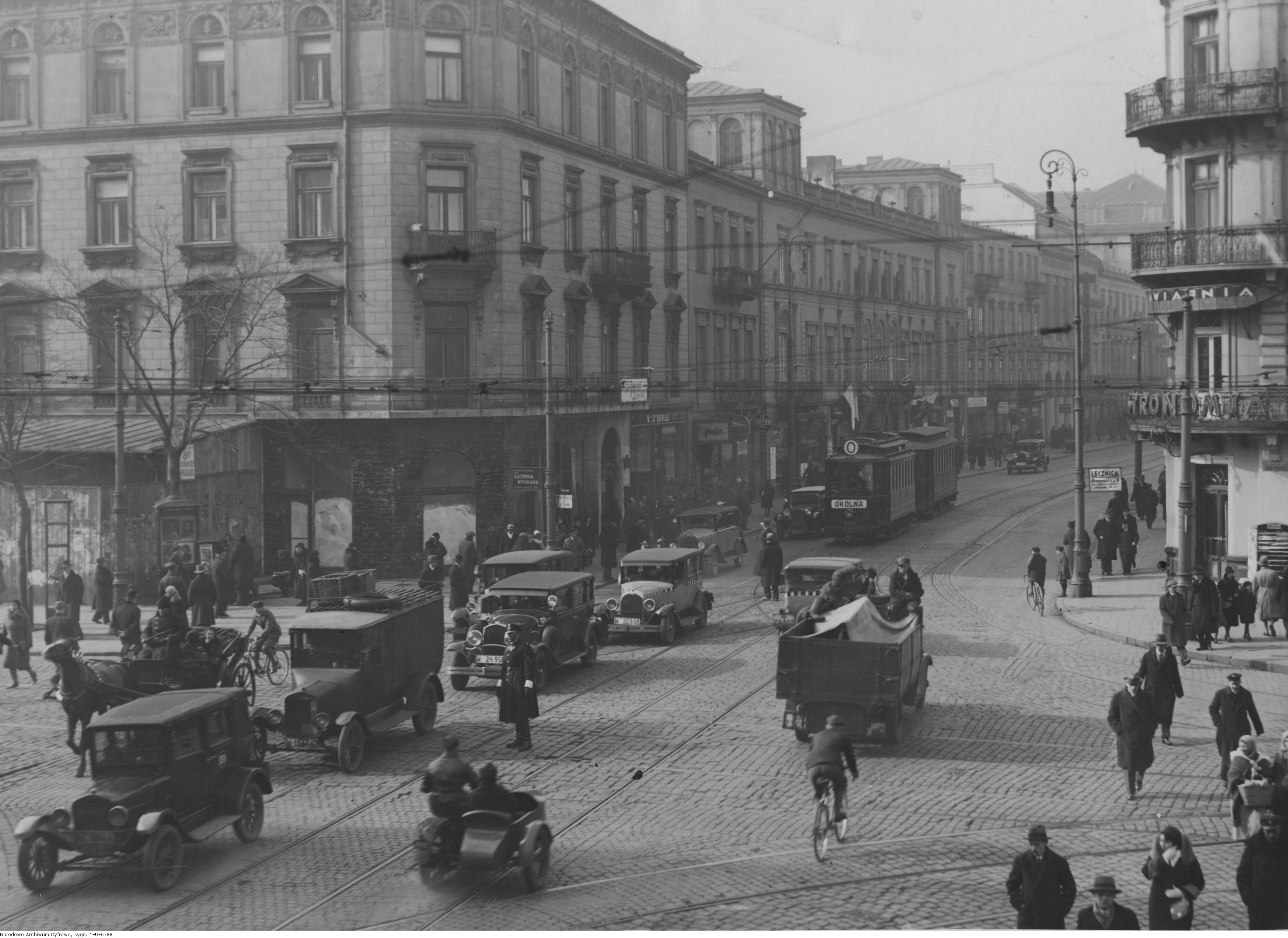
Ulica przy skrzyżowaniu z Alejami Jerozolimskimi w latach 30.

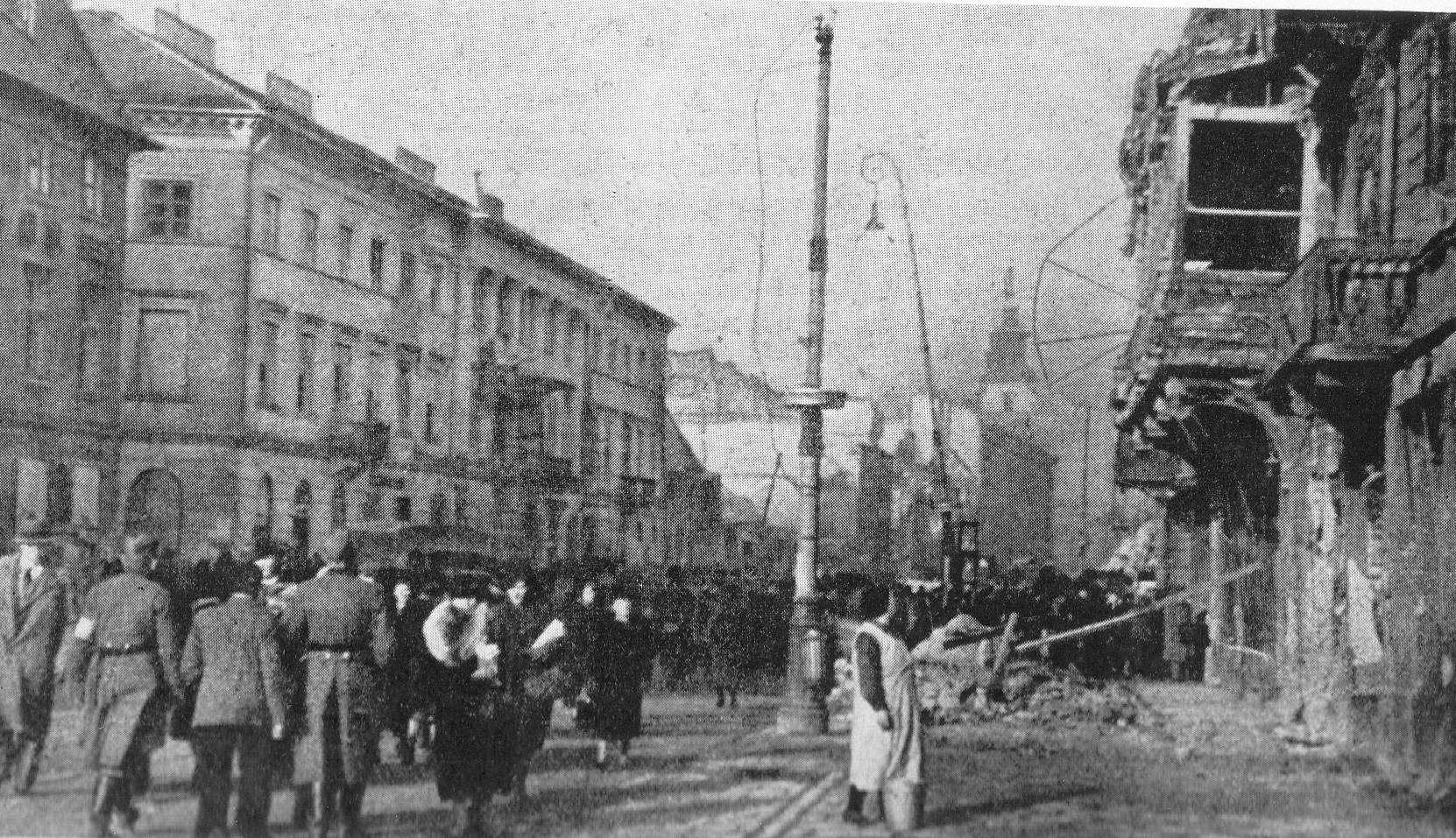
Ulica w czasie okupacji niemieckiej

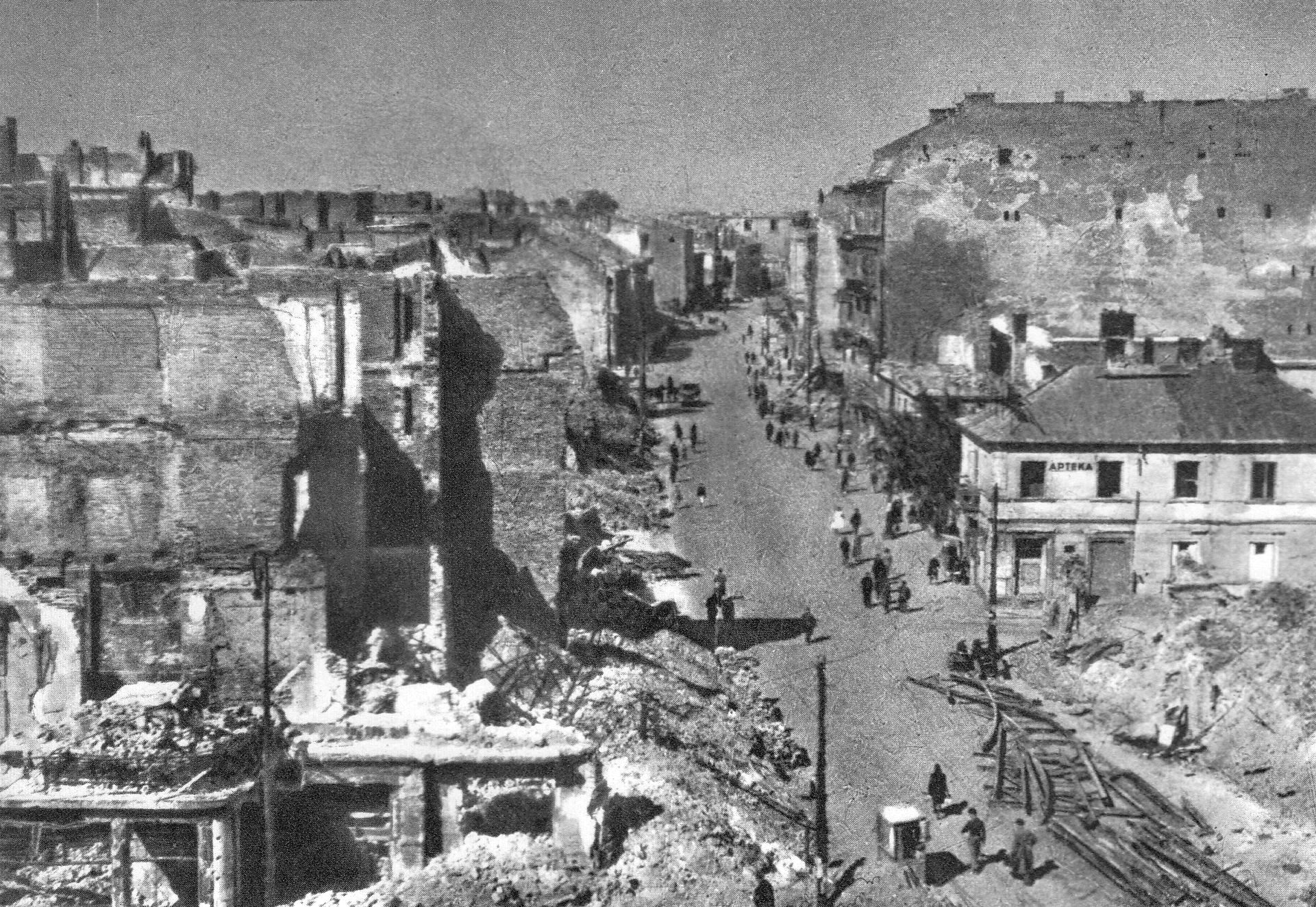
Ulica w 1945

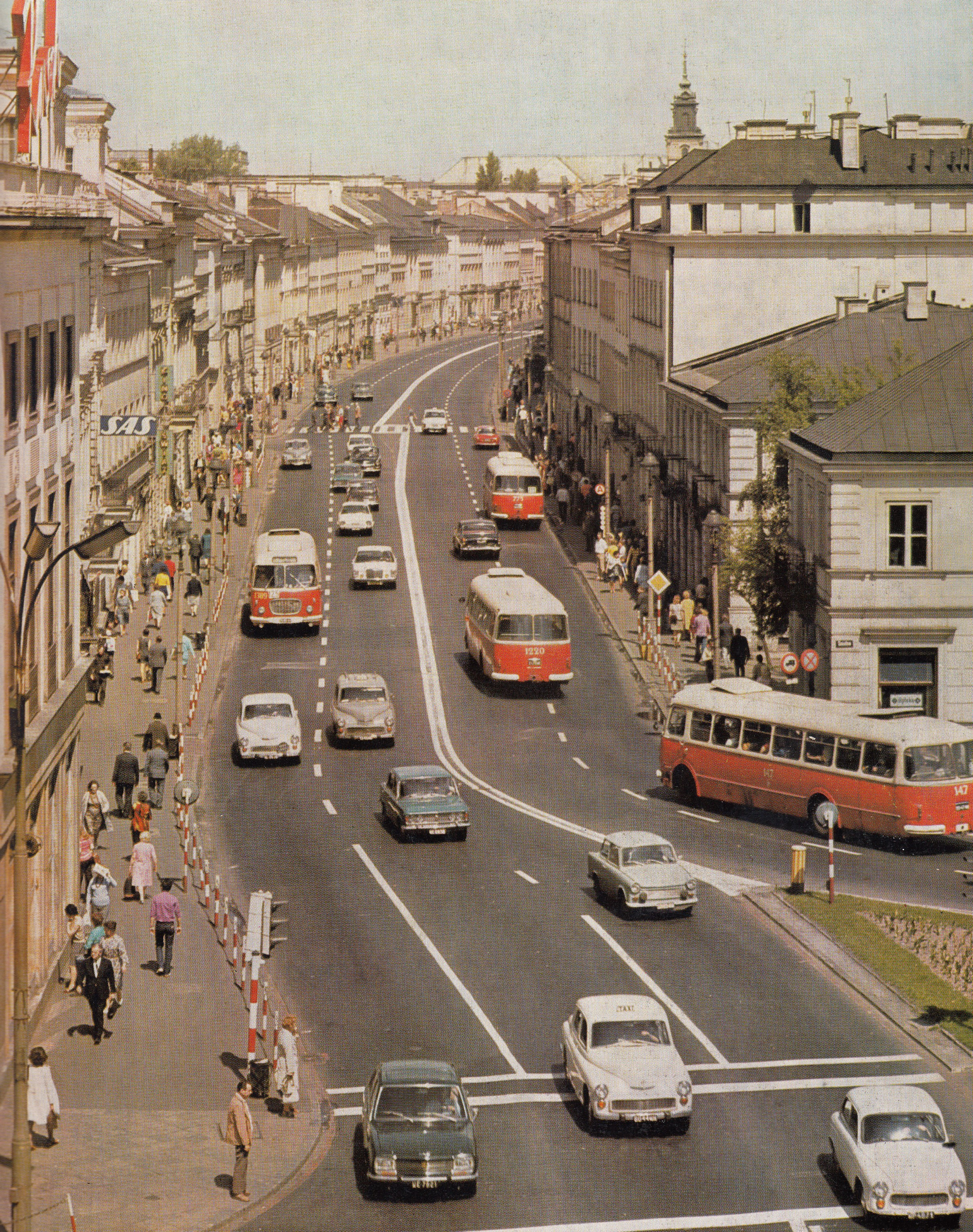
Ulica na początku lat 70.

Ulica Nowy Świat – ulica w Warszawie, w dzielnicy Śródmieście, część Traktu Królewskiego.

## Historia
Ulica stanowi fragment dawnego traktu ze Starej Warszawy do Ujazdowa. Stanowiła oś osadnictwa dla Kałęczyna. Nazwa „Nowy Świat” nawiązywała do nowego osadnictwa rozwijającego się za wałami miejskimi w XVII wieku. Dotyczyła zarówno ulicy, jak i osady, która powstała przy trakcie.
W XVII i XVIII wieku w rejonie późniejszej ulicy powstały jurydyki: Nowoświecka, Tamka-Kałęczyn, Bożydar-Kałęczyn, Aleksandria i Ordynacka. Tak jak wszystkie warszawskie jurydyki zostały one zniesione w 1791 roku przez ustawę – Prawo o miastach, która zaczęła obowiązywać od 1794 roku.
W 1908 roku ulicą pojechały tramwaje elektryczne.
W okresie międzywojennym przy ulicy działało bardzo dużo sklepów oraz kilkanaście restauracji. Jej zabudowa została w dużej części zniszczona w czasie obrony Warszawy we wrześniu 1939.
W sierpniu 1944 roku, w czasie powstania warszawskiego, ulicę przegrodziły dwie powstańcze barykady: przy ul. Chmielnej oraz na osi ulic Ordynackiej i Wareckiej. Po upadku Powiśla 6 września 1944 roku nieparzysta strona ulicy wyznaczała linię polskiej obrony do kapitulacji powstania.
W marcu 1947 roku rozpoczęto odbudowę budynków znajdujących się przy ulicy. Wyrównano wtedy wysokość pierzei ulicy. Budynki obniżono do dwóch pięter, tj. do maksymalnej wysokości występującej w okresie Królestwa Polskiego. W styczniu 1948 na skrzyżowaniu z Al. Jerozolimskimi zainstalowano pierwszą po wojnie sygnalizację świetlną. Odbudowana ulica, z nową asfaltową nawierzchnią i chodnikami, została otwarta dla ruchu 22 lipca 1949.
Na przełomie lat 1995 i 1996 wykonany został remont ulicy z okazji 400. rocznicy stołeczności Warszawy wg projektu Krzysztofa Domaradzkiego, który trwał 133 dni i kosztował 3,4 mln złotych. W trakcie tego remontu zwężono jezdnie z 14 do 7 metrów, poszerzono chodniki, a z ulicy zniknęły pojazdy prywatne ustępując miejsca taksówkom i autobusom. Mimo że nie udało się zamienić ulicy w deptak, na chodnikach pojawiły się letnie kawiarniane ogródki oraz drzewa w pojemnikach wraz z ławkami.
Przy ulicy rosną dwa drzewa, grusze samosiejki: w pobliżu wylotu ul. Foksal oraz pomiędzy ulicami Ordynacką i Świętokrzyską.
W 1994 Trakt Królewski w Warszawie wraz z historycznym zespołem miasta i Wilanowem został uznany za pomnik historii.

## Opis
Ulica zaczyna się przy placu Trzech Krzyży, przecina Aleje Jerozolimskie i ul. Świętokrzyską, po czym przechodzi w ul. Krakowskie Przedmieście u wlotu ul. Oboźnej – przy pomniku Mikołaja Kopernika. Na odcinku od Al. Jerozolimskich do ul. Świętokrzyskiej posiada zwartą zabudowę utrzymaną w stylu klasycystycznym, która jest stylizacją nadaną ulicy podczas odbudowy ruin po II wojnie światowej. Ulica na tym odcinku została odbudowana tylko do wysokości dwóch pięter, przy czym zmieniono elewację części budynków w celu przywrócenia im XIX-wiecznego charakteru; w południowym biegu budynki zachowały pierwotną wysokość.
W topografii miasta Nowy Świat jest naturalną kontynuacją Krakowskiego Przedmieścia. Nowy Świat kończy się przy pomniku Mikołaja Kopernika – po drugiej stronie ulicy sąsiadują ze sobą bezpośrednio budynki z adresami „Nowy Świat 69” i „Krakowskie Przedmieście 1”.

## Obiekty
Strona nieparzysta (pierzeja zachodnia):
- Kamienica Andrzeja Strońskiego (nr 1)
- Kamienica Banku Handlowego i Abrama Wachsmachera (w latach 1933–1939 z kawiarnią i dansingiem „Paradis”, nr 3)
- współczesna kamienica stojąca na miejscu przedwojennej restauracji i kawiarni „Varsovie” (nr 5)
- Kamienica Efrosa (nr 7)
- nieistniejąca kamienica Rembaczewskiego (nr 9), obecnie jest tu wylot ul. Mysiej i Skwer Wolnego Słowa z pomnikiem Memoriał Wolnego Słowa, upamiętniającym podziemny ruch wydawniczy w czasach PRL-u
- gmach Banku Gospodarstwa Krajowego (nr 11/13), dawniej w tym miejscu znajdował się pałac Opalińskiego
- Rondo gen. Charles’a de Gaulle’a ze sztuczną palmą
- budynek Społecznego Funduszu Odbudowy Stolicy
- Pałac Kossakowskich (pałac Izaaka Olliera, pałac Pusłowskich) (nr 19)
- Kamienica Andrzeja Szponholtza (nr 21)
- Szkoła Podstawowa nr 211 im. Janusza Korczaka (nr 21a)
- Pasaż Italia (kiedyś księgarnia „Biblioteki Polskiej”) (nr 23/25)
- Kamienica Władysława Kościelskiego (nr 23)
- Kamienica Jana Alfonsa Jasińskiego (nr 25)
- Kamienica Jana Kijewskiego (nr 27)
- Kamienica Ignacego Gajewskiego (nr 29)
- Dom Pod Biustonoszami, kiedyś w tym miejscu stał pałac Hołowczyca (nr 31, róg ul. Chmielnej)
- Kamienica Augustianów (Kamienica Joska Salcberga, Teatr „Figaro”) (nr 33)
- Kamienica Karola Bürgera (nr 35)
- Kamienica Jakuba Hoffmana (nr 37)
- Kamienica Jana Kulikiewicza (nr 39)
- Kamienica zarządu szpitala św. Ducha (kamienica Salomona Lewentala) (nr 41)
- Kamienica Tekli Heyzerowej (nr 45)
- Kamienica Saturnina Sikorskiego (kamienica Wędrowca) (nr 47)
- Kamienica Feliksa Bentkowskiego (nr 49)
- Pałacyk Sanguszków (nr 51)
- Kamienica Mikulskiego (nr 53, północny róg ul. Wareckiej)
- Kamienica Mikulskiego (nr 55)
- Kamienica Niemojewskich (Kamienica Jana Wojtasiewicza) (nr 57)
- Kamienica Abramowicza (nr 59)
- Pałac Zamoyskich (nr 69) (pod numerem 67 stał kiedyś tzw. pałac Branickich Mniejszy).

Strona parzysta (pierzeja wschodnia):
- Kamienica Byćhowskiego (Kamienica Natansona) (nr 2, na rogu ul. Książęcej)
- Kamienica Pajkowskiego (Kamienica Celnikiera, Kamienica Państwowego Monopolu Tytoniowego) (nr 4)
- Biurowiec Nowy Świat 2.0
- Gmach dawnego Domu Partii (nr 6/12)
- pomnik Charles’a de Gaulle’a przy rondzie o tej samej nazwie, w tym miejscu stała kiedyś kamienica nr 14, siedziba Ministerstwa Komunikacji
- pomnik Partyzanta między Alejami Jerozolimskimi a ulicą Smolną
- Pałac Branickich (nr 18/20)
- Kamienica Starczewskiego (Kamienica Strzałkowskich) (nr 22)
- Pawilony Nowy Świat (nr 22/28)
- Kamienica Greulicha (nr 24)
- Kamienica Mèyeta (nr 28)
- Kamienica Spitzbartha (nr 30)
- Kamienica Branickiego (nr 32)
- Kamienica Paprockiego (nr 34)
- Kamienica Korpaczewskich (nr 38)
- Kamienica Rogozińskiego (nr 40)
- Kamienica Klassena (Kamienica Lessla) (nr 42)
- Kamienica Tylcera (nr 44)
- Kamienica Brandta (nr 46)
- Kamienica Bobkiewicza (nr 48)
- Kamienica Willerta (?) (nr 50)
- b. Hotel Savoy (nr 58)
- Kamienica Demelmajerów (nr 58a, południowy róg ul. Ordynackiej)
- Kamienica Zrazowskiego (nr 64)
- Kamienica Dorfnerów (nr 66)
- Pałac Staszica (pałac Towarzystwa Przyjaciół Nauk) (nr 72)
- Pomnik Mikołaja Kopernika
- nieistniejąca Kaplica Moskiewska, później (również już nieistniejący) kościół Matki Boskiej Zwycięskiej (dominikanów obserwantów).